# Nectacot

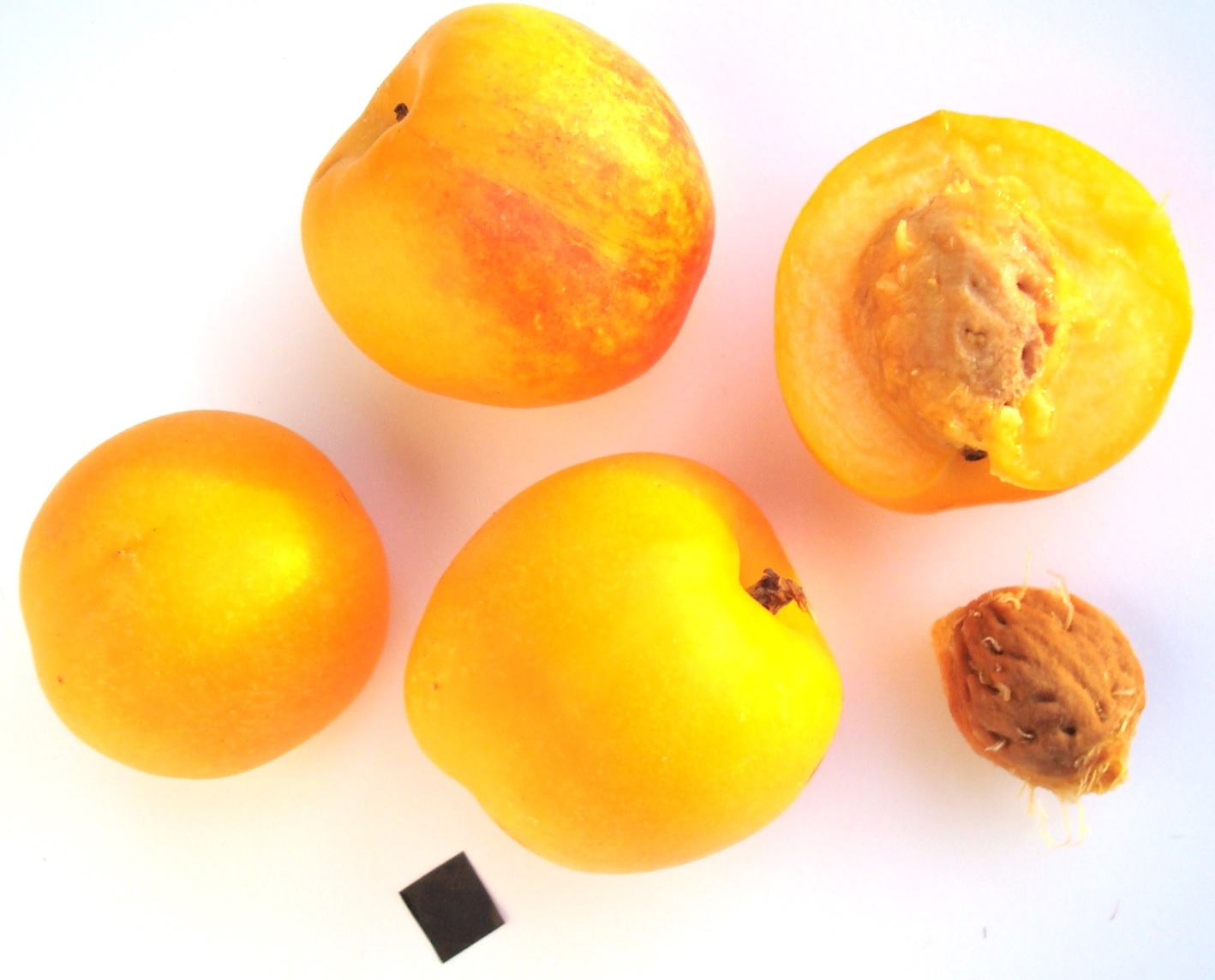
Nectacot-Früchte (das schwarze Quadrat hat eine Kantenlänge von 1 cm)

Als Nectacot (Kunstwort aus en Nectarine & Apricot, auch unter den Handelsnamen Nectarcot bzw. Nectargold geführt) wird eine Kreuzung zwischen Nektarine und Aprikose bezeichnet.
Angebaut werden Nectacots derzeit in den USA und Südafrika und gelangen von dort in den Handel.

## Beschreibung
Nectacots sind rundlich mit einer glatten Haut, die eine orangegelbe Grundfarbe mit stellenweise roter Deckfarbe hat. Das feste, süße  Fruchtfleisch ist von orangegelber Farbe und umschließt einen hellbraunen, grubigen Samen.

## Herkunft
Nectacots wurden als Art-Hybride/Kreuzung in der zweiten Hälfte des 20. Jahrhunderts in Florida, USA durch Floyd Zaiger bei Zaiger Genetics gezüchtet.